# Band-e Kaisar
Le Band-e Kaisar (en persan : بند قیصر, « barrage de César »), Pol-e Kaisar (« pont de César »), pont Valérian ou Shadervan est un ancien pont en arches de Shushtar en Iran et le premier du pays à combiner les fonctions de pont et de barrage. Sa construction a été ordonnée par le sassanide Chapour Ier au IIIe siècle. Il fut édifié par des soldats romains faits prisonniers lors de la bataille d'Édesse . Il fut le plus oriental des ponts et barrages romains en territoire perse. Ses fonctions doubles ont exercé une profonde influence sur l'ingénierie civile iranienne et les techniques d'aménagement hydraulique sassanides.
Long d'environ 500 m, franchissant la rivière Karoun, le pont-barrage était le cœur du système hydraulique historique de Shushtar (persan : سازه‌های آبی شوشتر), duquel la ville tirait sa productivité agricole.
Il a été classé au patrimoine mondial de l'UNESCO en 2009. La structure a accueilli l'importante voie de communication reliant Pasargades et la capitale sassanide Ctésiphon. Restauré à plusieurs reprises pendant la période islamique, le barrage était en fonction jusqu'à la fin du XIXe siècle.

## Sources
- (en) Cet article est partiellement ou en totalité issu de l’article de Wikipédia en anglais intitulé « Band-e Kaisar » (voir la liste des auteurs).
- M.-L. Chaumont, « Les Sassanides et la christianisation de l'Empire iranien au IIIe siècle de notre ère », Revue de l'histoire des religions, vol. 165, no 2,‎ 1964, p. 165–202 (170)
- Fritz Hartung et Gh. R. Kuros, Historische Talsperren, vol. 1, Stuttgart, Verlag Konrad Wittwer, 1987, 221–274 p. (ISBN 3-87919-145-X), « Historische Talsperren im Iran »
- A. Trevor Hodge, Roman Aqueducts & Water Supply, Londres, Duckworth, 1992, 504 p. (ISBN 0-7156-2194-7), p. 85
- (en) A. Trevor Hodge, Handbook of Ancient Water Technology, vol. 2, Leiden, Brill, coll. « Technology and Change in History », 2000, 741 p. (ISBN 90-04-11123-9), « Reservoirs and Dams »
- Dietrich Huff, Encyclopædia Iranica Online, 2010, « Bridges. Pre-Islamic Bridges »
- Wolfram Kleiss, « Brückenkonstruktionen in Iran », Architectura, vol. 13,‎ 1983, p. 105–112 (106)
- J. H. Kramers, Encyclopædia of Islam, Brill Online, 2010, 2e éd., « Shushtar »
- (en) Colin O'Connor, Roman Bridges, Cambridge, Cambridge University Press, 1993, 235 p. (ISBN 0-521-39326-4), p. 130 (No. E42)
- Niklaus Schnitter, « Römische Talsperren », Antike Welt, vol. 8, no 2,‎ 1978, p. 25–32 (32)
- Norman Smith, A History of Dams, Londres, Peter Davies, 1971, 56–61 p. (ISBN 0-432-15090-0)
- Alexius Vogel, Historische Talsperren, vol. 1, Stuttgart, Verlag Konrad Wittwer, 1987, 47–56 (50) (ISBN 3-87919-145-X), « Die historische Entwicklung der Gewichtsmauer »